# 豊順県
豊順県（ほうじゅんけん）は中華人民共和国広東省梅州市に位置する県。

## 歴史
1738年（乾隆3年）、清により海陽県豊順鎮を豊順県と設置された。

## 行政区画
下部に16鎮を管轄する
- 北斗鎮、湯西鎮、湯南鎮、埔寨鎮、建橋鎮、竜崗鎮、潘田鎮、黄金鎮、小勝鎮、砂田鎮、八郷山鎮、豊良鎮、潭江鎮、湯坑鎮、𨻧隍鎮、大竜華鎮

## 交通

### 鉄道
- 梅汕線（中国語版）
  - 豊順東駅
- 畲竜線（中国語版）
  - 豊順駅

### 道路
- 高速道路
  - 汕昆高速道路
- 国道
  - G206国道